# Cambridge (Iowa)
Cambridge es una ciudad situada en el Condado de Story, en el estado de Iowa, Estados Unidos. Según el censo de 2010 tenía una población de 827 habitantes.

## Geografía
Según la Oficina del Censo de los Estados Unidos, la localidad tiene un área total de 2,85 km², la totalidad de los cuales 2,85 km² corresponden a tierra firme.

## Demografía
Según el censo de 2010, había 827 personas residiendo en la localidad. La densidad de población era de 290,18 hab./km². Había 342 viviendas con una densidad media de 120 viviendas/km². El 97,1% de los habitantes eran blancos, el 0,36% afroamericanos, el 0,48% amerindios, el 0,6% asiáticos, el 0,36% de otras razas, y el 1,09% pertenecía a dos o más razas. El 2,9% de la población eran hispanos o latinos de cualquier raza.